# Boeing P-8 Poseidon
Boeing P-8 Poseidon (рус. Боинг P-8 «Посейдон») — патрульный противолодочный самолёт, разработанный по программе многоцелевого морского самолёта (англ. multimission maritime aircraft, сокр. MMA) для замены Lockheed P-3 Orion. Предназначен для обнаружения и уничтожения подводных лодок противника в районах патрулирования, разведки, участия в противокорабельных и спасательных операциях — как в прибрежных районах, так и в Мировом океане. 
В основе — конструкция обновлённого лайнера Boeing 737—800, от прародителя его отличает крыло, лишённое винглетов, но имеющее законцовки с увеличенной стреловидностью.

## Конструкция

### Авионика
- Raytheon APY-10 — многоцелевой наземный поисковый радиолокатор
- Набор электронных мер поддержки — AN / ALQ-240
- Продвинутый радиолокатор поиска поверхности воздушного судна с SIGINT-модулем.

### Вооружение
Boeing P-8 Poseidon может нести до 9 тонн вооружения, имеет 5 внутренних и 6 внешних точек подвески, для различных типов вооружения (AGM-84 Гарпун, Mark 54 (торпеда), морские мины, авиабомбы).

## Модификации
- P-8A «Посейдон» — разработан для ВМС США на базе авиалайнера Боинг 737-800ERX.
- P-8I «Нептун» — адаптированная под требования ВМС Индии версия P-8A «Посейдон», включающая ряд систем, разработанных и произведенных в Индии. Вооружён противокорабельными ракетами «Гарпун», противолодочными торпедами Mk.54 и бомбами Mk.82.

## Аварии и инциденты
20 ноября 2023 года в 13:59 P-8A Poseidon (с/н YD-561, б/н 169561), приписанный к эскадрилье VP-4 ВМС США, при попытке посадки на авиабазу «Канеохе-Бей» в штате Гавайи, упал в залив Канеохе. Судно получило существенные повреждения.

## На вооружении
- США — 100 единиц по состоянию на май 2020 года.[7] Всего заказано 128 P-8A Poseidon.[8]
- Австралия — 12 P-8A Poseidon на декабрь 2019 года.[9] Ещё 2 самолёта заказано.[10]
- Индия — 12 P-8I «Нептун» на февраль 2022 года.[11]
- Великобритания — 9 P-8A на вооружении по состоянию на 2024 год[12]
- Норвегия — 5 Р-8А на вооружении по состоянию на 2024 год[13]
- Республика Корея — заказано 6 P-8A. Начало поставок намечено на 2022 год.[14]
- Германия — заказано 5 Р-8А. Начало поставок намечено на 2024 год.[15]
- Новая Зеландия — заказано 4 Р-8А. Поставка всех четырёх самолётов намечена на 2023 год.[16][17]

## Тактико-технические характеристики
Источник данных: http://www.boeing.com/defense/maritime-surveillance/p-8-poseidon/index.page

Технические характеристики
- Экипаж: 9 (2 пилота, 7 операторов)
- Длина: 39,47 м
- Размах крыла: 37,64 м
- Высота: 12,83 м
- Площадь крыла: 133,59 м²
- Масса пустого: 41 434 кг
- Максимальная взлётная масса: 85 820 кг
- Масса топлива во внутренних баках: 34 096 кг
- Силовая установка: 2 × ТРДД CFM International CFM56-7B
- Тяга: 2 × 120 кН

Лётные характеристики
- Максимальная скорость: 907 км/ч
- Крейсерская скорость: 815 км/ч
- Скорость патрулирования/поиска: 333 км/ч на высоте 60 м
- Боевой радиус: 3 700 км
- Перегоночная дальность: 8 300 км (4500 миль)
- Практический потолок: 12 500 м

## Галерея
|  |  |  |  |  |  |